# Ramnulf II de Poitiers
Ramnulf II, Rainulf II ou Renoul II de Poitiers (v. 850 mort le 5 août 890) est comte de Poitiers de 877 à 890 et duc d'Aquitaine de 888 à 890. Il est fils de Ramnulf Ier, comte de Poitiers et d'une femme qui peut être, suivant les hypothèses, Bilchilde du Maine, une de ses sœurs, peut-être prénommée Adaltrude, ou une princesse guilhelmide.

## Biographie
Il est élevé à la cour de Charles le Chauve, roi des Francs occidentaux. Son père meurt en 866, tué par les Vikings lors de la bataille de Brissarthe. Ramnulf II n'est alors âgé que de seize ans environ. Son suzerain, le roi Charles le Chauve a d'autres préoccupations : le litige entre le pape et son neveu Lothaire II à propos de la situation matrimoniale de ce dernier, sa propre situation matrimoniale avec un complot organisé par son beau-frère Guillaume d'Orléans, qui est décapité en 866, les inquiétudes sur ses fils qu'il ne juge pas à la hauteur. Il est vrai aussi que le roi cherche à écarter du pouvoir les grandes familles féodales au profit des membres de sa famille maternelle. Ce manque d'intérêt envers Poitiers permet au guilhelmide Bernard de Gothie de s'emparer du comté, sans en recevoir l'investiture du roi,.
Charles le Chauve meurt en 877 et Bernard de Gothie refuse de reconnaître Louis II le Bègue, le nouveau roi. Son conseiller, Hugues l'Abbé, lui retire le comté de Poitiers, qu'il confie à Ramnulf II. Bernard de Gothie se révolte, est excommunié par le pape Jean VIII et est dépossédé de ses honneurs. Le but d'Hugues l'Abbé est de se constituer une clientèle parmi les grands féodaux afin d'asseoir son pouvoir : en plus du Poitou confié à Ramnulf, la Saintonge est donné à Gauzbert, frère de Ramnulf II et Ebles, le troisième frère, devient abbé de Saint-Denis. Hugues l'Abbé ayant eu ses honneurs au détriment des Robertiens, il s'ensuivra durant plusieurs générations une opposition entre les Capétiens, issus des Robertiens, et les ducs d'Aquitaine, issus de Ramnulf. Louis II le Bègue meurt au bout de deux ans, en 879, et Hugues l'Abbé fait couronner les deux aînés du roi, puis procède peu après au partage du royaume : Louis III reçoit la Francie et la Neustrie, tandis que l'Aquitaine et la Bourgogne échoient à Carloman II, à qui Ramnulf II prête serment. Mais les deux rois, chacun après avoir remporté des succès contre les Vikings, meurent, Louis III en 882 et Carloman II en 884. Les grands du royaume offrent la couronne au roi germanique Charles le Gros, mais ce dernier est incapable de lutter contre les Vikings et meurt abandonné de tous en 888. Les seigneurs du Nord du royaume de Francie occidentale élisent roi Eudes, issu des Robertiens qui s'est illustré dans la lutte contre les Vikings.
Mais aucun seigneur au sud de la Loire ne reconnaît le nouveau roi. Ramnulf II accueille Charles, le dernier fils de Louis II le Bègue, âgé de sept ans, et s'intitule duc d'Aquitaine. Ramnulf s'autoproclame alors "duc de la plus grande partie de l'Aquitaine" (dux maxime partis Aquitaniae) en 889, formant une principauté qui s'affranchit du pouvoir central. Eudes s'attache les deux frères de Ramnulf, Gauzbert et Ebles, et se rend à Poitiers dans le but de soumettre Ramnulf, mais ce dernier va à sa rencontre avec une importante troupe. Pour éviter une bataille qui risque de l'affaiblir, Eudes négocie et Ramnulf promet de ne pas attaquer Eudes et lui prête un vague serment d'allégeance. Six mois plus tard, le roi lui donne plusieurs domaines et Ramnulf se rend à Paris, où il meurt le 5 août 890, peut-être empoisonné, après avoir confié son fils Ebles Manzer à son cousin éloigné Géraud d'Aurillac, lequel le confie à son tour à Guillaume le Pieux, cousin supposé de Ramnulf II.

## Unions et descendance
Il aurait épousé une certaine Ermengarde dont on ne sait rien d'autre. Selon les Europäische Stammtafeln, ils auraient eu un fils, Ramnulf III mort en 901, mais sans en préciser la source. L'existence de ce fils légitime n'est pas assurée.
D'une maîtresse inconnue, il a eu un fils illégitime, Ebles Manzer (mort en 934), qui lui succède comme comte de Poitiers en 890, puis duc d'Aquitaine en 927.
Il aurait eu une fille s'appelant Asende de Poitiers et mariée à Laune seigneur de Déols.